# Frontera entre Malàisia i les Filipines
La frontera entre Malàisia i les Filipines és totalment marítima i travessa els mars de la Xina Meridional, de Sulu i de Célebes. Separa l'estat de Sabah a Malàisia Oriental a l'illa de Borneo i els arxipèlags de Sulu i Palawan.
La demarcació es va establir després de la dissolució del Sultanat de Sulu que era un protectorat d'Espanya entre 1851 i 1898 i un protectorat dels Estats Units entre 1903 i 1915. Borneo del Nord fou posat sota protectorat britànic el 1882. Aquesta concessió obtinguda pel baró Gustav Overbeck és objecte de la disputa entre els dos països en el conflicte de Borneo del Nord, ja que les Filipines creuen que el territori només ha estat arrendat a la British North Borneo Company i no pas cedida.
Tres tractats van definir l'extensió territorial de l'arxipèlag de les Filipines, dos dels quals són rellevants per determinar la frontera entre Malàisia i les Filipines. El tractat de París de 1898 entre Espanya i els Estats Units va posar fi oficialment a la guerra hispano-estatunidenca. El tractat defineix una secció entre Palawan i l'extrem nord de Sabah entre els punts 7°40'N,116°0'E i 7°40'N,117°0'E. Encara que els britànics no van signar aquest tractat, mai va disputar l'extensió de les aigües territorials filipines després d'ocupar el nord de Borneo. Malàisia tampoc no va qüestionar la frontera i, de fet, la va reconèixer en el seu mapa de 1979 que segueix aquesta part de la frontera com a extensió de les seves aigües territorials
El segon tractat és un acord entre els Estats Units i el Regne Unit signat a Washington el 2 de gener de 1930.> L'article primer d'aquest tractat estableix els punts de la frontera marítima entre Malàisia i les Filipines. La Convenció ha modificat part dels límits del tractat de 1898 amb la línia límit actual entre Malàisia i les Filipines al mar de Sulu.
No s'ha establert un trifini comú per a Indonèsia, Malàisia i les Filipines al Mar de les Cèlebes perquè aquest tractat no va implicar als Països Baixos, aleshores el govern colonial del que és avui dia Indonèsia, com a signant.
Els dos països també s'oposen a l'estatus de les illes Spratly.